# Żółw promienisty
Żółw promienisty (Astrochelys radiata) – gatunek gada z podrzędu żółwi skrytoszyjnych z rodziny żółwi lądowych (Testudinidae).
OpisWysklepiony karapaks, na tarczkach wzór kresek rozchodzących się promieniście. Głowa żółta z czarną plamą.
RozmiaryDługość karapaksu do 42 cm.
BiotopTrawiaste stepy, suche obszary buszu.
PokarmSukulenty gromadzące w liściach wodę.
BehawiorAktywne rano i wieczorem.
RozmnażanieSamica składa od 2 do 6 jaj. Okres inkubacji trwa 5–9 miesięcy.
WystępowanieZamieszkuje południowy Madagaskar, introdukowany na Mauritiusie i Reunionie.
Status zagrożenia i ochronaW Czerwonej księdze gatunków zagrożonych IUCN żółw promienisty klasyfikowany jest jako gatunek krytycznie zagrożony (CR – Critically Endangered). Gatunek wymieniony jest w aneksie A Rozporządzenia Rady (WE) Nr 338/97 w sprawie handlu dzikimi zwierzętami oraz w załączniku I konwencji CITES.